# Ilse Falk
Ilse Elisabeth Falk geb. von Lüpke (* 21. September 1943 in Bevensen; † 23. Februar 2024 in Xanten) war eine deutsche Politikerin (CDU). Sie war Mitglied des Deutschen Bundestages von 1990 bis 2009.

## Leben und Beruf
Nach dem Besuch des Gymnasiums in Celle und der Reifensteiner Landfrauenschule in Obernkirchen absolvierte Ilse Falk eine Gartenbaulehre. Nach ihrer Hochzeit war sie Hausfrau und arbeitete auch im Vermessungsbüro ihres Ehemannes mit. Von 1984 bis 1997 war sie Presbyterin der evangelischen Kirche Xanten-Mörmter. 
Ilse Falk war verheiratet und hatte zwei Söhne und zwei Töchter. Ihre beiden Töchter sind 1999 an einer schweren Krankheit verstorben.

## Partei
Sie trat 1984 in die CDU ein und war ab 1989 Vorsitzende des Kreisverbandes Wesel der Frauen-Union. Ab 1995 gehörte sie dem Bundesvorstand des Evangelischen Arbeitskreises der CDU/CSU an. Von 2001 bis 2009 war sie zudem Mitglied im CDU-Bundesvorstand.

## Abgeordnete
Ilse Falk war von 1989 bis 1996 Stadtverordnete im Rat der Stadt Xanten.
Von 1990 bis 2009 war sie Mitglied des Deutschen Bundestages. Hier war sie von 2001 bis 2005 parlamentarische Geschäftsführerin der CDU/CSU-Bundestagsfraktion und von 2005 bis 2009 stellvertretende Vorsitzende der CDU/CSU-Bundestagsfraktion für die Bereiche Familie, Senioren, Frauen und Jugend; Arbeit und Soziales; Kirchen; Arbeitnehmer. 
Ilse Falk wurde stets über die Landesliste Nordrhein-Westfalen in den Bundestag gewählt. Sie trat bei den Bundestagswahlen 2002 und 2005 im Wahlkreis Wesel I an, konnte sich aber bei diesen Wahlen nicht gegen Hans-Ulrich Krüger durchsetzen.
Zur Bundestagswahl 2009 trat sie nicht mehr an.